# Becerreá
Becerreá er en by og kommune i det nordvestlige Spanien i provinsen Lugo. Den har et indbyggertal på 2.703 (2024) indbyggere.